# فرهنگ کافه‌نشینی

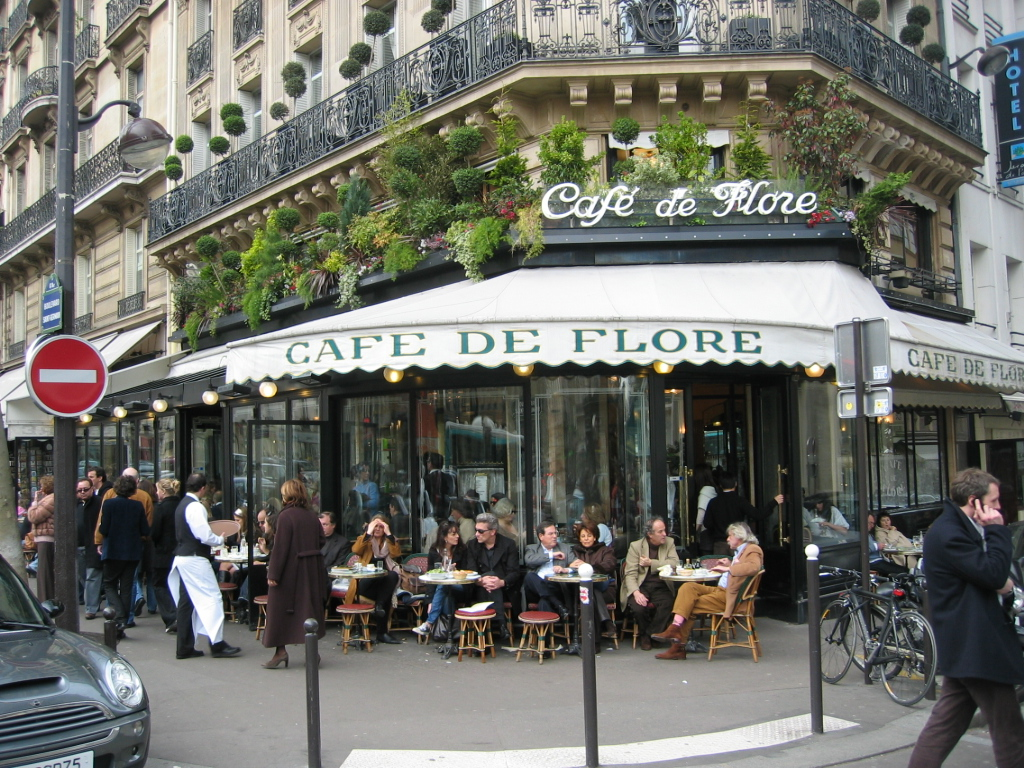
تراس کافه فلور در بلوار سن ژرمن در محله پاریس ششم

کافه‌نشینی مفهومی فراتر از رفتن به کافه، قهوه‌خانه، چایخانه، کافی‌شاپ و مانند آن‌ها دارد و معمولاً به کنشی اجتماعی اشاره دارد که ریشه‌های آن به سده‌های هجده و نوزده اروپایی و دوران انقلاب فرانسه و انقلاب‌های سیاسی این پهنه بر می‌گردد. کافه‌نشینی عمدتاً در اقامتگاه افراد نيكوكار و فرهنگی و دارا برگزار می‌شد؛ که از هنرمندان و اندیشمندان نامدار پشتیبانی می‌کردند. کلوب‌های انقلابی در انقلاب ۱۷۸۹ فرانسه را نیز می‌توان نوعاً آغاز کافه‌نشینی (شاید سیاسی) دانست؛ یعنی گرد هم آمدن در یک محیط بیرونی، برای سرگرمی و همزمان بحث و گفتگو. این کنش در سده بیستم تا دهه ۱۹۸۰ به شدت رشد کرد و هر بار که جنبش‌های اجتماعی پدیدار می‌شد، کافه‌نشینی هم فراگیرتر می‌شد. و از دهه ۱۹۶۰ (میلادی) همراه با مفهوم روشن‌فکری و دیگر شیوه‌ها به کشورهای دیگر جهان نیز سرایت کرد.
با این همه، از یکی دو دهه پیش، اندک اندک با شیوه‌های دیگری جایگزین شد که فضا و مکان را به صورت دیگری تعریف می‌کردند؛ ولی در آنها نیز مسئله بسیار بیشتر از گذران اوقات فراغت با آسایش و بدون اندیشه، ورود سیستم اندیشه و جدل فکری در اوقات فراغت در یک حوزه عمومی بود.

## کافه

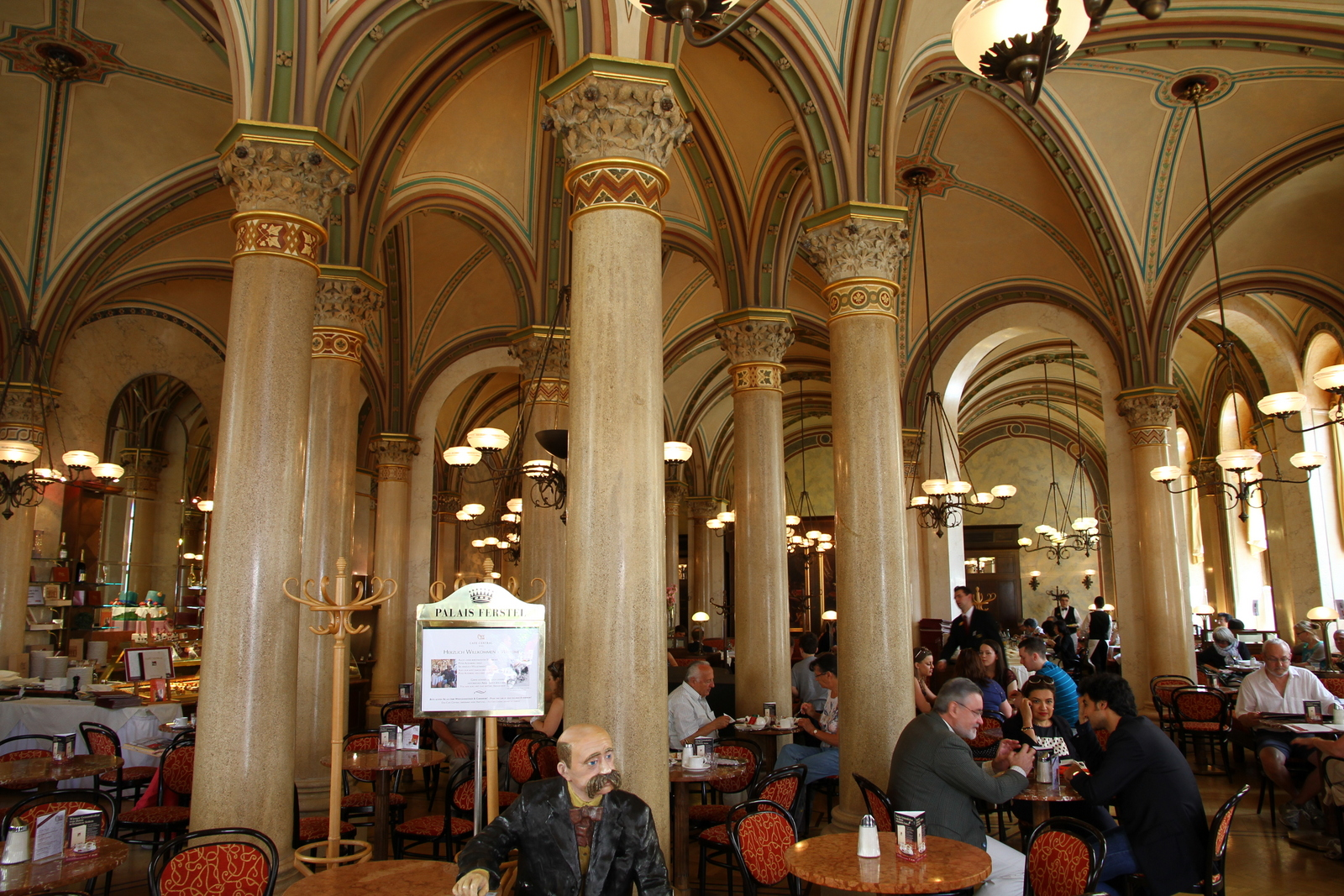
نمای درونی کافه سنترال، وین

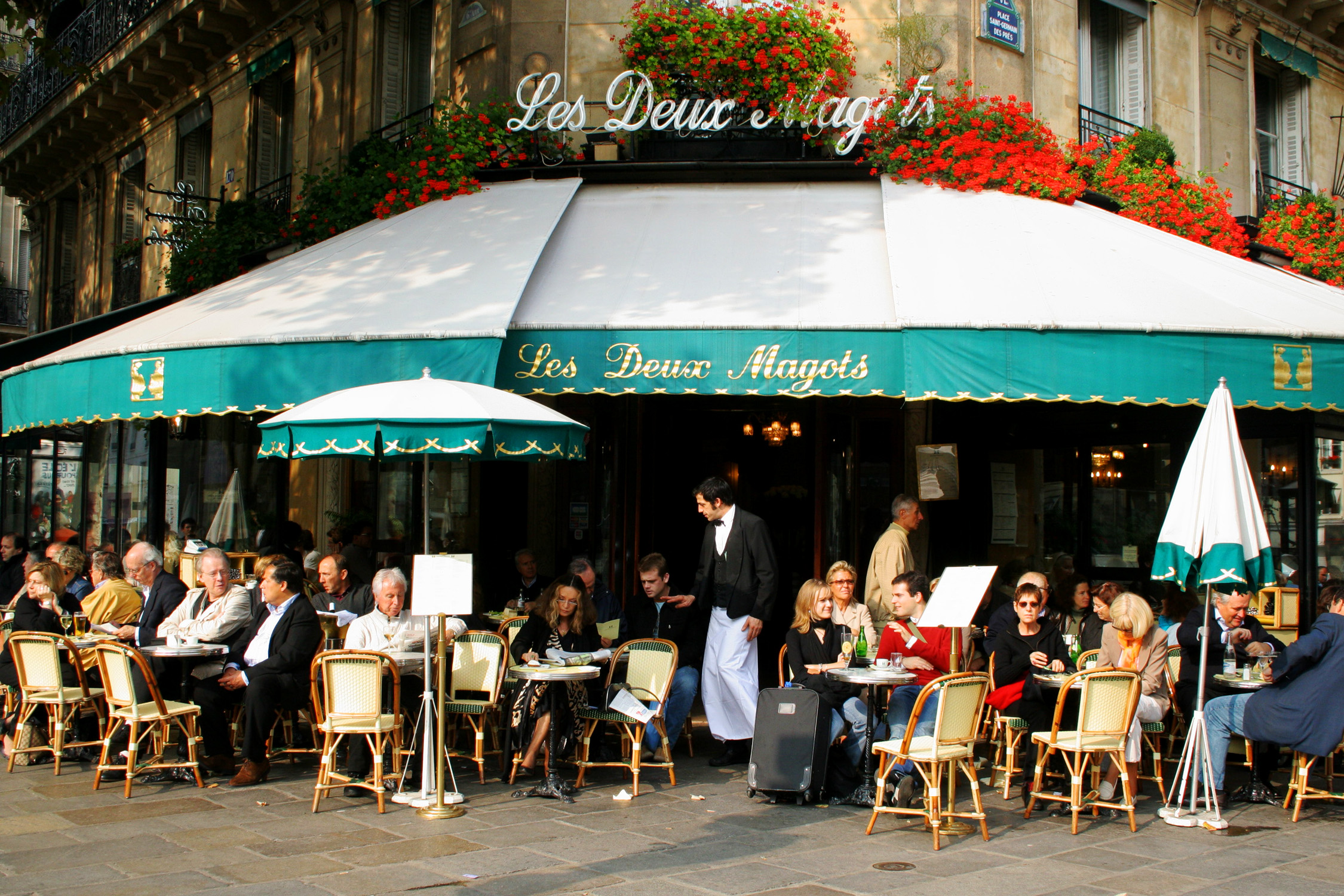
کافه دو مگو روزگاری پاتوق شناخته شده روشنفکران فرانسوی بود.

کافه یا قهوه‌خانه (به فرانسوی: Café) محلی است عمومی که در آن نوشیدنی غیرالکلی و گاه غذاهای سبک عرضه می‌شود. کافه در برخی از کشورها جایی برای معاشرت و گفتگوی مردم است.
کافه را نباید با کافی‌شاپ اشتباه کرد. کافی‌شاپ محل عمومی آمریکایی است که در آن معمولاً فقط قهوه عرضه می‌شود.
از سال ۱۳۶۰ کافی‌شاپ‌ها جای چایخانه‌ها را تنگ کرد. در چایخانه‌های ایران به‌جای سرو قهوه بیش‌تر چای و انواع غذاهای سنتی ایرانی با موزیک زندهٔ ایرانی ارائه می‌شود.

## پیشینه
تقریباً در سال ۱۶۵۰ میلادی، قهوه به کشور انگلستان وارد می‌شد و  قهوه‌خانه‌ها در شهرهای آکسفورد و لندن تأسیس شدند.
در اروپا هم مانند خاورمیانه، قهوه خانه‌ها به مکانی برای معاشرت، مطالعه و تبادل نظر دربارهٔ موضوعات روز بدل شد. یک شباهت دیگر، امکان تبدیل آن‌ها به مکانی برای اجتماع عناصر نامطلوب و خرابکاران بود. چارلز دوم، پادشاه انگلستان قهوه خانه‌ها را "مکانی برای ملاقات خائنان و نشر شایعات سخیف درباره اعلیحضرت و وزیرانش" معرفی می‌کرد. در قرن ۱۸، قهوه‌خانه معروف پاریس، کافه پروکوپ، مشتریان ثابتی همچون مارا، دانتون و روبسپیر داشت که در طول انقلاب فرانسه در آنجا برای انقلاب طرح ریزی می‌کردند.
در وین فرهنگ کافه‌نشینی اهمیت بسیاری داشت و هنوز هم ادامه دارد. یکی از دلایل اهمیت زیاد کافه‌ها این بود که همه‌جور آدمی به آنها می‌رفت، و در نتیجه حوزه‌ها و علایق مختلف به رشد یکدیگر کمک می‌کردند. در واقع، مرزهای نظری که بعدها در تفکر غربی خیلی پررنگ و برجسته شدند، در آن زمان کاملاً انعطاف‌پذیر بودند. چارلز امرسون، نویسنده کتاب "۱۹۱۳: در جستجوی جهان پیش از جنگ بزرگ" می‌گوید: "فرهنگ کافه نشینی، و بحث و گفتگو در کافه‌ها هنوز هم بخش مهمی از زندگی وینی است. حلقه روشنفکران وینی نسبتاً کوچک بود و همه یکدیگر را می‌شناختند و این باعث می‌شد که تبادل ایده‌ها از حوزه‌های فرهنگی مختلف به‌راحتی انجام شود." او اضافه می‌کند که چنین وضعیتی برای دگراندیشان سیاسی و کسانی که از کشورشان فرار کرده بودند، مطلوب بود: "حکومت مرکزی قدرت فوق‌العاده زیادی نداشت و تا حدی سهل‌انگار بود. اگر در اروپا به‌دنبال جایی برای پنهان شدن بودید که بتوانید در آن با افراد جالب زیادی آشنا شوید، وین انتخاب مناسبی بود." کافه لانتمان (Café Landtmann)، پاتوق فروید، هنوز در بلوار معروف رینگ است. این بلوار به‌دور منطقه تاریخی مرکزی شهر، موسوم به اینر اشتات (Innere Stadt)، کشیده شده‌است. تروتسکی و هیتلر مشتری کافه سنترال (Café Central) بودند که با کافه لانتمان فقط چند دقیقه پیاده فاصله داشت.

## قهوه در کشورهای مختلف
در سال ۲۰۱۶ ، آلبانی با تبدیل شدن به کشوری که بیشترین تعداد کافه سرا های جهان را در اختیار دارد ، از اسپانیا پیشی گرفت.  در آلبانی برای هر ۱۰۰،۰۰۰ نفر ۶۵۴ قهوه خانه وجود دارد ، کشوری که تنها 2.5 میلیون نفر جمعیت دارد. این در شرایطی است که قهوه خانه ها به دلیل بحران اقتصادی در اسپانیا تعطیل می شوند ، در حالی که در آلبانی تعداد برابری از کافه ها  باز یا بسته می شوند.  کافه داری  یکی از ساده‌ترین راههای تأمین هزینه زندگی پس از سقوط کمونیسم در آلبانی است، این موضوع همراه با میراث عثمانی ، تسلط جدی بر فرهنگ قهوه  را در این کشور بیشتر تقویت می کند.
در ایتالیا ، مردم محلی قهوه را در پیشخوان می نوشند. ایتالیایی ها اسپرسو را بدون عطر و طعم به عنوان قهوه سرو می کنند، و به طور سنتی هرگز بعد از ساعت 11 صبح  کاپوچینو نمی نوشید.  در حقیقت ، نوشیدنی های اسپرسو حاوی لبنیات معمولاً فقط در صبح نوشیده می شود. 
در سال ۱۸۸۸ ، اولین کافی شاپ در ژاپن افتتاح شد که به کاهیچاکان (Kahiichakan) معروف است. کاهیچاکان به معنای کافی نت است که قهوه و چای را سرو می کند. در دهه ۱۹۷۰ بسیاری از کافی شاپ های چای در اطراف منطقه توکیو مانند شینجوکو ، جینزا و در مناطق محبوب دانشجویی مانند کاندا ظاهر شدند. این کافی شاپها در مناطق املاک و مستغلات اطراف ایستگاه های راه آهن متمرکز شده اند که دارای ۲۰۰ فروشگاه تنها در شینجوکو هستند. جهانی سازی باعث شد فروشگاه های زنجیره ای قهوه از دهه ۱۹۸۰ شروع به نمایش کنند. در سال ۱۹۸۲ ، انجمن قهوه کل ژاپن (AJCA) اظهار داشت که در ژاپن ۱۶۲،۰۰۰ فروشگاه وجود دارد. حجم واردات از ۱۹۷۰ تا ۱۹۸۰دوبرابر شد و از ۸۹،۴۵۶ به ۱۹۴،۲۹۴ تن رسید. 
سوئدی ها دارای اصطلاحی به نام فیکا (تلفظˈfîka) هستند ، به معنی "استراحت قهوه" ، اغلب با شیرینی جات همراه است، اگرچه قهوه را می توان با چای ، آب میوه ، لیموناد ، شکلات داغ یا کدو حلوایی برای کودکان جایگزین کرد. این سنت در سراسر مشاغل سوئدی در سراسر جهان رواج یافته است. فیکا یک نهاد اجتماعی در سوئد است و شیوه استراحت با یک نوشیدنی و میان وعده به طور گسترده ای به عنوان اصل مهمی در زندگی سوئدی ها پذیرفته شده است. فیکا به عنوان یک سنت معمول در اواسط صبح و نیمه بعد از ظهر در محل های کار در سوئد انجام میشود. فیکا ممکن است تا حدی به عنوان یک جلسه غیر رسمی بین همکاران و افراد مدیریت عمل کند، و حتی ممکن است عدم شرکت در فیکا به عنوان بی ادبی در نظر گرفته شود. فیکا اغلب در یک اتاق ملاقات یا یک اتاق مشخص شده برگزار می شود. یک ساندویچ ، میوه یا یک وعده غذایی کوچک ممکن است به عنوان مفهوم انگلیسی چای بعد از ظهر فیکا خوانده شود.در دهه ۱۹۲۰ ، در هنگ کنگ افراد ثروتمند یا افرادی که وضعیت اقتصادی بالاتری داشتند، می توانستند قهوه بنوشند. در حالی که مردم عادی به ندرت قادر به تهیه قهوه بودند ، که گران‌تر از نوشیدنی های سنتی بود. قهوه با چای در سال ۱۹۳۶ در هنگ کنگ اختراع شد.